# Last Night I Had the Strangest Dream
Last Night I Had the Strangest Dream ist ein von Ed McCurdy 1950 geschriebenes Antikriegslied, das zu den klassischen amerikanischen Folksongs nach dem Zweiten Weltkrieg gehört.

## Inhalt
Das Lied schildert einen Traum des Sängers, in dem sich die Mächtigen der Welt darauf verständigen, nicht mehr gegeneinander zu kämpfen.

„I dreamed the world had all agreed / to put an end to war“

Nachdem die Verträge unterschrieben und eine Million Kopien gemacht wurden, tanzen die Menschen auf den Straßen und werfen ihre Waffen zu Boden.

## Entstehung und Bedeutung
McCurdys Song entstand in der Phase des eskalierenden Kalten Krieges, unter dem Eindruck des vorausgegangenen Zweiten Weltkrieges und des beginnenden Koreakriegs. In weiten Teilen der amerikanischen Bevölkerung war die Ansicht verbreitet, Kriege gegen Feinde Amerikas seien stets notwendig und gerecht, sodass McCurdys Vision vielen ungeheuerlich erschien. Linke Autoren lobten das Lied, doch erst mit dem Erstarken der Friedensbewegung und dem Revival der Folkmusik Anfang der 1960er Jahre wurde es zunehmend populär. Pazifistische Folk-Interpreten wie Joan Baez nahmen Versionen des Liedes auf. Das Lied begründete eine Tradition neuer Antikriegslieder der Gegenkultur in den USA, wie Where Have All the Flowers Gone von Pete Seeger (1955) oder Blowin’ in the Wind von Bob Dylan (1962), die sich von den traditionelleren Protestliedern wie etwa We Shall Overcome unterschieden.
Spätere Coverversionen stammen beispielsweise von Simon & Garfunkel (Wednesday Morning, 3 A.M., 1964), Pete Seeger, Garth Brooks und John Denver (1971). Es ist der einzige Song, den John Denver und Chad Mitchell, den er 1965 beim Chad Mitchell Trio ersetzte, je gemeinsam aufnahmen, auf dem Album Mighty Day Reunion (1994). Eine Version von Johnny Cash erschien 2010 auf dessen posthum veröffentlichtem Album American VI: Ain’t No Grave. Von McCurdys Originaltitel existieren heute Versionen in 67 Sprachen, darunter auch eine deutsche Version von Hannes Wader (Traum vom Frieden). Wader schrieb den Text anlässlich der Ostermärsche für die Friedensbewegung. Er veröffentlichte das Lied 1979 auf seinem Album Wieder unterwegs.
1980 erklärte das Friedenscorps das Lied zu einem ihrer offiziellen Titelsongs.

## Trivia
- Matthew Wilders Hit Break My Stride zitiert Last Night I Had The Strangest Dream zu Beginn der ersten Strophe.[10]